# Xã Central, Quận Madison, Missouri
Xã Central (tiếng Anh: Central Township) là một xã thuộc quận Madison, tiểu bang Missouri, Hoa Kỳ. Năm 2010, dân số của xã này là 487 người.